# 安提頓戰役
安提頓戰役（英語：Battle of Antietam），又名夏普斯堡之役（英語：Battle of Sharpsburg），是1862年9月17日發生在華盛頓郡的馬里蘭會戰中的一場戰役。兩軍合計約損失23,000人，是美國史上最血腥的「一日戰役」。北軍獲得戰略上的勝利，阻止南軍北維吉尼亞軍團入侵馬里蘭州，但是，北軍波多馬克軍團也損失慘重，因此羅伯特·李得以撤回維吉尼亞州。
戰後，由於北軍阻止南軍繼續北進，林肯總統因此決定發表解放奴隸宣言。

## 脚注
1. 陈显泗. . 中国: 湖南出版社. 1992-12. ISBN 7-5438-0435-2 （中文（中国大陆））.
2. ↑  McPherson, p. 3.